# 城山町 (岐阜県)
城山町（しろやまちょう）は、かつて岐阜県海津郡に存在した町である。
2023年現在の海津市の西部（旧・南濃町）に位置し、東に揖斐川、西に養老山地がある。また、2023年現在の地名は、南濃町徳田、南濃町駒野、南濃町奥条、南濃町羽沢、南濃町上野河戸、南濃町山崎、南濃町庭田などである。
町（村）名は、城山（駒野城跡）に由来する。

## 歴史
- 江戸時代末期、この地域は美濃国石津郡であり、高須藩領（上野河戸村・山崎村・駒野村・駒野新田）、大垣藩領（徳田村・徳田新田・庭田村・奥条村・羽根村・馬沢村）であった。
- 1872年（明治5年） - 徳田村と徳田新田が合併し、徳田村になる
- 1873年（明治6年） - 駒野村は西駒野村に改称する。
- 1878年（明治11年） - 石津郡は上石津郡と下石津郡に分割され、この地域は下石津郡となる。
- 1881年（明治14年） - 徳田村が徳田村と徳田新田に分立する。
- 1897年（明治30年）4月1日[1] - 郡制に基づき、下石津郡、海西郡と安八郡の一部が合併し、海津郡になる。同時に以下の町村の統合が行われる。

西駒野村、徳田村、徳田新田、庭田村、奥条村、羽沢村、山崎村、上野河戸村が合併し、城山村になる。
- 1954年（昭和29年）
  - 6月1日 - 城山村が町制施行、城山町になる。
  - 11月3日 - 池辺村の一部（駒野新田、釜段字徳島）を城山町に編入する[2]。
  - 11月5日 - 石津村、養老郡下多度村と合併し、南濃町となる。同日、城山町廃止。

### 町制施行について
- 城山町が存在したのは、1954年6月1日より同年11月4日までの、わずか157日である。これは、城山村、石津村、下多度村の3村での合併協議がすでに行われており、この合併協議が合意されるのを前提で町制施行したものである。

## 交通
- 近畿日本鉄道養老線
  - 駒野駅・美濃山崎駅

## 学校
- 城山町立城山小学校
- 城山町立城山中学校
- 岐阜県立海津高等学校 城山町立城山分校

## 観光
- 行基寺
- 駒野城址